# Вот FU-1
Вот FU-1 (енгл. Vought FU-1) је једноседи ловачки авион направљен у САД. Авион је први пут полетео 1926. године. 

Највећа брзина авиона при хоризонталном лету је износила 196 km/h.
Распон крила авиона је био 10,47 метара, а дужина трупа 8,65 метара. Празан авион је имао масу од 943 килограма. Нормална полетна маса износила је око 1260 килограма. 

## Наоружање
| Наоружање авиона: Вот          |            |
| Ватрено (стрељачко) наоружање  |            |
| Топ                            |            |
| Митраљез                       |            |
| Број и ознака митраљеза        | 2 Браунинг |
| Калибар                        | 7,62       |
| Бомбардерско наоружање (бомбе) |            |
| Ракетно наоружање (ракете)     |            |